# Borchgrevink-Küste
Koordinaten: 73° 0′ S, 169° 30′ O
Die Borchgrevink-Küste ist ein Küstenabschnitt zwischen Kap Adare und Kap Washington im Victorialand in der Antarktis. Im Süden schließt sich die Scott-Küste an, und im Westen jenseits des Kap Adare die Pennell-Küste.
Der Name wurde im Jahre 1961 von der neuseeländischen Ortsnamenkommission für die Antarktis (NZ-APC) im Andenken an Carsten Egeberg Borchgrevink empfohlen. Dieser war Mitglied der Antarktis-Expedition von Henryk Bull in den Jahren 1894 und 1895 und später Leiter der Southern Cross-Expedition im Jahre 1898/1900. Am Kap Adare überwinterte er als Erster auf dem antarktischen Kontinent.
15 Kilometer vor der Borchgrevink-Küste liegt die Coulman-Insel.